# Sofia Nair
Sofia Nair, née le 12 octobre 2003 en France, est une gymnaste artistique algérienne.

## Carrière
Aux Championnats d'Afrique de gymnastique artistique 2018, elle est médaillée de bronze à la poutre et au concours par équipes dans la catégorie juniors.
Elle obtient la médaille d'argent par équipes et la médaille de bronze à la poutre aux Jeux africains de 2019.
Aux Championnats d'Afrique de gymnastique artistique 2022 au Caire, elle est médaillée de bronze par équipes.